# Philippe Testa
Pour les articles homonymes, voir Testa.
Œuvres principales
- L'Obscur

Philippe Testa, né en 1966 à Sion, est un enseignant et écrivain suisse de langue française.

## Biographie
Philippe Testa fait des études à l’Université de Lausanne (Histoire, Français et Géographie) et obtient une licence en lettres (Master of Arts).
Durant cette période, Philippe Testa collabore régulièrement avec l’auditoire, le journal des étudiants de l’UNIL, en tenant des chroniques de disques et de concerts. Philippe Testa a commencé à écrire durant son adolescence, de la poésie, puis des nouvelles inspirées de Howard P. Lovecraft, des essais expérimentaux influencés par Antonin Artaud, et enfin des romans noirs.
Dans le cadre du prix Georges-Nicole 2002, il publie un premier texte dans la revue Écriture.
En 2004, paraissent aux éditions Navarino fondées par Laurent Schlittler Far West / Extrême-Orient,, puis, deux ans après, Love,.
En 2009, sort Sonny, lauréat du Roman des Romands 2010-2011,.
Le Crépuscule des hommes est publié en 2014 aux éditions de l’Âge d’homme,,,.
Philippe Testa rejoint alors les éditions Hélice Hélas qui font paraître Mâle occidental en 2018. On dit alors de Philippe Testa qu’il est « sans conteste un des plus brillants explorateurs du désenchantement contemporain » et que « son cynisme critique est d’une telle lucidité, d’une si brillante clairvoyance que l’on ne peut que reconnaître notre époque dans le monde en déliquescence sociale qu’il dépeint de sa plume acérée ».
La sortie de L’Obscur, prévue en mars 2020, est reportée en mai, du fait du confinement. Avec ce nouveau roman, Philippe Testa poursuit son « œuvre littéraire caractérisée par une analyse des mécanismes sociaux et des relations inter-personnelles »,,,,,,,,.
En février 2022, le roman est réédité en poche chez Gallimard dans la collection Folio SF,.
Pouvoir paraît fin 2022 aux éditions d’en bas,,,.
Parallèlement à son travail d’écriture, Philippe Testa est enseignant à l’EPS d’Isabelle-de-Montolieu à Lausanne. Il a aussi fait de la musique pendant plus de trente ans, notamment au sein du groupe lausannois garage-punk Les Radiateurs.

## Publications
- Far west/Extrême-orient, Navarino, 2004  (ISBN 2-9700453-1-1)
- Love, Navarino, 2006  (ISBN 978-2-9700453-2-8)
- Sonny, Navarino, 2009  (ISBN 978-2-9700453-7-3)
- Le Crépuscule des hommes, L'Âge d'Homme, 2014  (ISBN 978-2-8251-4441-1)

- Mâle occidental, Hélice Hélas, 2018  (ISBN 978-2-940522-63-7)
- L'Obscur, Hélice Hélas, 2020  (ISBN 978-2-940522-87-3)
  - Réédition, Gallimard, Coll. « Folio SF »n°697, 2022,  (ISBN 978-2-940522-87-3).

- Pouvoir, éditions d’en bas, 2022  (ISBN 9782829006593)

## Contributions et collaborations
- And if the ground’s not cold, everything’s gonna burn, Good Boy, juillet-août 1991
- Un monde à part, Écriture n. 57, printemps 2001
- Himalaya, Le passe-muraille n. 68, février 2006
- Au temple du King défunt, Le passe-muraille n. 69, avril 2006
- La minute spirituelle, Debiemag n. 1, juillet 2007
- Sonny gère ses pulsions, Le Courrier, 30 août 2009[30]
- Téléréalité, Floppy Poppy Widy Matter, septembre 2015
- Dans les fils d’une moquette bleue, Archipel n. 38, État des non-lieux, 2015-2016
- L’Obscur (extrait), La couleur des jours n. 35, été 2020[31]
- L’Obscur (extrait), Une journée à Lausanne, Favre, 2021
- L’Obscur (extrait), Univers imaginaires, Citadelles & Mazenod, 2022[32],[33]